# 施塔爾茨倫河
46°58′24″N 8°46′41″E / 46.97342°N 8.77814°E

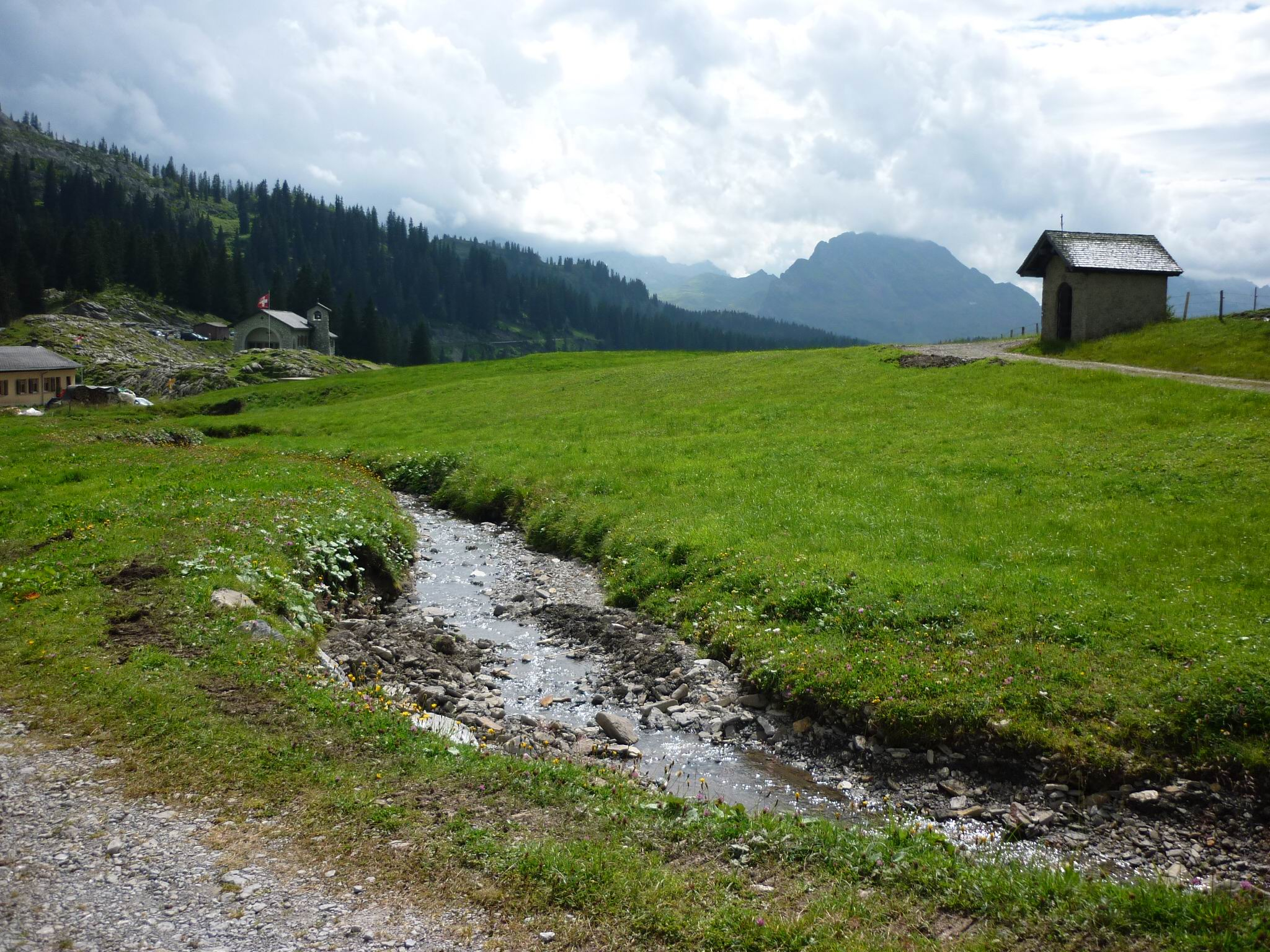

施塔爾茨倫河是瑞士的河流，位於該國中部，流經施維茨州，屬於穆奧塔河的右支流，河道全長9.5公里，流域面積26.1平方公里，河畔城鎮有穆奧塔塔爾。